# Hsiaotycoris
Hsiaotycoris is een geslacht van wantsen uit de familie van de Reduviidae (Roofwantsen). Het geslacht werd voor het eerst wetenschappelijk beschreven door Lü in Zhao & Cai.

## Soorten
Het genus bevat de volgende soort:

- Hsiaotycoris tuberculatus Lü, P. Zhao & Cai, 2006